# Impact environnemental des barrages

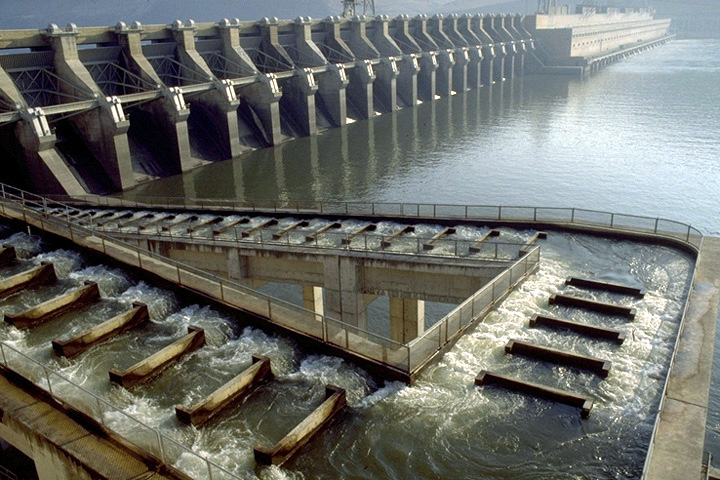
Certains barrages, comme le barrage John Day sur le Columbia sont équipés d'échelles à poissons. Sans ces dispositifs, un barrage est un facteur de fragmentation écopaysagère du cours d'eau.

 (octobre 2012).
L'impact environnemental des barrages, sous ses multiples formes, est un sujet abondamment discuté depuis le XXe siècle. Les avantages attendus des barrages sont notamment la régulation des crues et plus généralement des cours d'eau, l'alimentation en eau pour l'irrigation ou l'alimentation en eau potable, et depuis l'époque industrielle, la production d'énergie hydroélectrique. Toutefois, la construction et l'exploitation de ces ouvrages peuvent avoir des impacts indésirables sur le milieu physique, la faune et la flore et les populations humaines. Le bilan entre les avantages et les conséquences environnementales et sociales de leur construction fait l'objet de débats publics animés depuis plusieurs décennies. Ces débats sont d'autant plus intenses que les ouvrages sont importants. 
La problématique des barrages est une question de société, car elle a un impact direct sur celle-ci. Elle mobilise de nombreux acteurs sociétaux comme les gouvernements, les organisations locales, les organisations non gouvernementales internationales et les organisations multilatérales. La construction de barrages donne lieu à de nombreuses controverses internationales, les problèmes locaux sont aujourd’hui mondialisés.
Selon Éric Lambin, « L’expérience montre qu’une prise en compte des effets environnementaux des barrages dès la conception du projet peut maximiser les effets positifs et minimiser les effets négatifs tant sur l’environnement que sur les populations voisines. » Les expériences passées peuvent être utilisées pour tirer des leçons des erreurs commises et donc sont très utiles dans la construction de projets aujourd’hui.

## Types d'impacts Important
Depuis la deuxième moitié du XXe siècle, la construction de barrages fait de plus en plus systématiquement l'objet d'études d'impact, pour prévoir les conséquences environnementales et sociales des projets, et de mettre en place le cas échéant, des mesures pour limiter, atténuer et compenser les impacts négatifs. Dans les pays industrialisés, ces études d'impact s'inscrivent dans le processus règlementaire d'approbation mis en place par les autorités et s'accompagnent souvent d'un processus d'examen et de consultation publique. La préparation d'une étude d'impact complète et d'un suivi en matière d'environnement est une condition nécessaire au financement des projets de barrages étudiés par la Banque mondiale.
Dans le cas des barrages et, plus généralement, des installations de production d'hydroélectricité, les impacts peuvent être regroupés en trois grandes catégories :
- les impacts sur le milieu physique ;
- les impacts sur le milieu naturel ;
- les impacts sur les communautés humaines.

Les barrages peuvent donc avoir des impacts sur l'environnement en modifiant les habitats et en altérant les processus hydrologiques et géomorphologiques. «L'altération des processus chimiques, biologiques et physiques peuvent avoir des effets positifs ou négatifs sur la qualité de l'eau, les espèces aquatiques, la flore, la faune terrestre, ainsi que sur les activités de loisir, l'esthétique des lieux et les pratiques culturelles».
Le développement de la réflexion globale sur les impacts des barrages au cours des dernières années a aussi mis en évidence la nécessité de prendre en compte le changement climatique et des droits de l'homme dans une perspective transversale. 

## Exemples d'un impact lié à un barrage

### Lebarrage des Trois Gorgessur leYangtséenChine: délocalisation des populations

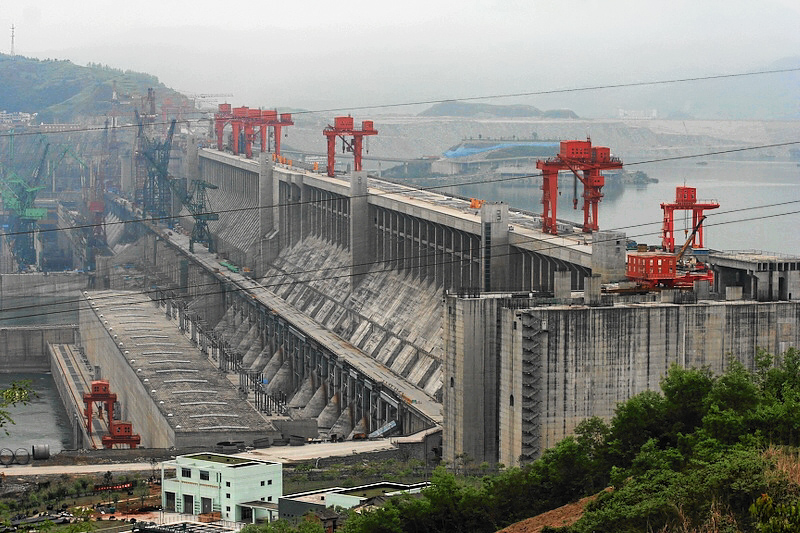
Barrage des Trois Gorges, responsable de grands déplacements de population

Les impacts humains constituent le problème le plus important du projet du réservoir des Trois Gorges de par ses conséquences sociales. Ceux-ci affectent la vie, l’habitat et l’économie d’au moins 20 millions de personnes vivant au-dessus du barrage et 300 millions autres en aval.  Les premières estimations des populations à déplacer variaient d'environ un million à près de deux millions. Cependant, il semble désormais possible que pas moins de six millions de personnes au total devront être déplacées et réinstallées à cause du barrage et de ses impacts environnants. Le projet submerge plus de 100 villes ainsi que 34 000 hectares de terres agricoles qui étaient pour la plupart fertiles. 80 % des personnes déplacées sont des agriculteurs mais seulement 60 % d’entre eux ont obtenu à nouveau des terres. 40 % des agriculteurs évincés se sont donc vu forcés à prendre une profession pour laquelle ils n'ont ni les compétences ni les qualifications. La probabilité qu’ils soient engagés par les industries non agricoles, comme promis par le gouvernement, est assez faible de par le manque d’emplois en usine dans les régions de réinstallation. Par conséquent, de nombreux agriculteurs déplacés ont perdu leur emploi et sont contraints de survivre avec de maigres allocations du gouvernement.

### Leprojet GAPen Turquie sur leTigreet l’Euphrate: conflits
Ce projet a pour but de construire 22 barrages (13 sont déjà construits) et 19 centrales hydrauliques dans le Sud-Est Anatolien. La quantité de surfaces agricoles qui pourront être irriguées et la quantité d’électricité produite par énergie hydraulique grâce à ce projet sont considérables, mais les impacts néfastes sont en nombre. Un de ces nombreux impacts est l’impact humain qu’à la diminution du débit des fleuves en aval des barrages, en particulier avec les pays voisins de la Turquie, la Syrie et l’Irak. En effet, en 3 ans, le débit de ces fleuves en Irak est passé de 40 à 11 milliards de m³, alors que les précipitations n’ont pas particulièrement diminué, ce qui a pour conséquence la salinisation des marais ainsi que l’appauvrissement et le déplacement des populations paysannes. En Syrie, la diminution de la quantité d’eau s’accompagne d’une hausse de la concentration des matières fécales et par conséquent d’une augmentation aiguë des cas de choléra. Ces conséquences dramatiques accroissent les tensions entre la Turquie et ses voisins. Déjà en 1975, ces pays étaient à deux doigts d’entrer en guerre. En 2010 encore, aucun accord n’avait été signé. De ce fait, la date de finalisation du projet GAP a dû être retardée par manque de fonds, la Banque mondiale ayant refusé d’en accorder tant qu’il n’y aurait pas d’accords entre les pays concernés. 
Pour ce qui est des impacts politiques, la région GAP est majoritairement peuplée de Kurdes (à 90 % dans la plupart des villes). La population touchée par le déplacement des populations et l’inondation de monuments historiques est donc majoritairement kurde. Ceci n’aide pas à la résolution du problème kurde en Turquie. De plus, le gouvernement turc utilise ce projet pour construire des barrières physiques contre les insurgés ou pour s’arranger avec la Syrie, par le chantage, en lui assurant un certain débit d’eau en échange de l’interdiction des activités du PKK du côté syrien de la frontière.

### Le Haut barrage d’Assouan situé sur leNilenÉgypte: disparition de monuments historiques
Le Haut barrage d'Assouan qui fut construit dans les années 1960, est un projet dont les dommages collatéraux furent nombreux. Le réservoir découlant de la construction du barrage a englouti toute une région, la Nubie, provoquant le déplacement de toute une population, la perte d’une flore et d’une faune, et la disparition de centaines de trésors archéologiques. La province de la Nubie regorge de cimetières préhistoriques, tombes de notables, dessins rupestres, forteresses pharaoniques, églises chrétiennes du Moyen Âge, temples par dizaines, dont un des plus prestigieux : les deux temples-cavernes d’Abou Simbel, taillés et sculptés pour le pharaon Ramsès II.
Le temple d’Abou Simbel et ses 4 colosses royaux, le temple d'Amada et le temple de Kalabcha, le plus grand de Nubie après Abou Simbel, ont pu être démontés et déplacés. Concernant le temple d’Abou Simbel, plusieurs projets furent proposés pour le sauver des eaux du Nil. Ce fut le projet égyptien et suédois qui a été choisi en 1963 par les commissions compétentes de l’UNESCO pour protéger le temple d’Abou Simbel. Ce projet consiste au découpage du temple, pour le transporter en pièces détachées et le reconstruire ainsi au sommet du plateau.
Des tombes antiques jugées intransportables n’auront pas eu la chance d’être sauvées. La ville fortifiée soudanaise de Ouadi Halfa n’a pas pu également être épargnée des eaux, ainsi que d’autres trésors qui ne pourront jamais être découverts par les archéologues et historiens et sont à jamais engloutis sous les eaux du Nil.

### Lebarrage de Belo Montesur lefleuve XinguauBrésil: Affectation de la faune et de la flore
Le projet du Belo Monte a vu le jour en 1975 mais, à ce jour, n'est toujours pas finalisé au vu de nombreux reports à la suite de protestations venant des indigènes, personnes de notoriété publique, ONG, etc. concernant les impacts que cette construction impliquerait à la région. 
En effet, le premier plan prévoyait non seulement de détourner le fleuve Xingu de 100 km et d'inonder 500 km2 de terres qui auraient des conséquences néfastes sur l'environnement et les conditions de vie des tribus indigènes mais il était aussi la première étape dévoilée au grand jour d'un projet mis en place par le gouvernement brésilien et le consortium "Nostre Energia" en vue de coloniser l'Amazonie, après l'avoir introduite dans l'économie du pays, pour répondre aux besoins électriques (qui vont être multipliés par 2,5 d'ici 2030) d'un État désirant accéder au statut de cinquième économie mondiale. De fait, pour rentabiliser celui du Belo Monte, plusieurs autres barrages seraient nécessaires en amont de ce dernier pour régulariser la crue du fleuve Xingu. Cette amplification du projet multiplierait les impacts du projet.  Le plus grand impact environnemental est l'inondation de larges zones  dans le but d'en faire des réservoirs.  Elles engendrent la mort de la végétation alors immergée et donc sa pourriture ce qui altérera la qualité de l'eau.  De plus, avec la construction d'un barrage, on sait réguler les crues et le débit d'eau.  Dans le cas du Belo Monte, cela aura aussi des effets néfastes sur l'environnement.  En effet, l'arrêt des fluctuations habituelles du fleuve Xingu entraînera la perte de 89,7 % des végétations pionnières (vu que sa reproduction se basait entièrement sur les fluctuations du niveau de l'eau).  Il en est de même pour beaucoup d'autres espèces.  La population de ces végétations pionnières et la fluctuation influent sur la richesse et la diversité de la faune et de la flore de la région: Sans fluctuations, des études ont montré qu'il y avait une diminution de production de fruits et de semences de la part des plantes.  Ces dernières, quand elles ne sont pas employées pour la reproduction sont la nourriture de base d'espèces animales.  Avec une telle perte, on peut imaginer[non neutre] les dégâts à long terme que peut causer cette disparition.

## Dans la retenue d'eau elle-même
Certains métaux lourds (mercure en particulier) peuvent s'accumuler ou être bioaccumulés dans les sédiments de lacs de barrage, et en particulier dans les retenues de complexes hydroélectriques, et le culot des barrages.
En profondeur la teneur en oxygène diminue naturellement.
Elle diminue très fortement, même à faible profondeur dans les barrages construits sur des zones où la flore (arbres notamment) est restée en place  au fur et à mesure de la montée des eaux, ce qui aggrave l'anoxie et favorise la méthylation du mercure (Phénomène bien étudié dans la retenue du barrage de Petit-Saut). En présence de mercure (naturellement présent, ou introduit par l'orpaillage par exemple), les conditions de prolifération de bactéries sulfatoréductrices favorables, à la méthylation du mercure sont réunies. Il y a alors conversion d'une partie du mercure en monométhylmercure, très toxique et fortement bioaccumulable dans le réseau trophique (pyramide alimentaire). Ce phénomène, en grande partie d'origine humaine est fréquent en Amérique du Sud (Amazonie, Plateau des Guyanes notamment, dont en Guyane). Le taux de mercure bioconcentré est souvent particulièrement élevé les premières années et dès le début de l'inondation et contrairement à ce qu'on croit souvent ce phénomène ne touche pas que les barrages construits en forêt tropicale, puisqu'on le mesure par exemple en Finlande ou au Québec. C'est par la nourriture et non par l'eau que le mercure se concentre dans le réseau trophique, en commençant par les espèces herbivores.
Barrages et orpaillage au mercure (ou sans mercure en mettant le sol en solution au moyen de lance à eau) aggravent mutuellement et synergiquement leurs effets, par exemple sur la contamination mercurielle des poissons et de la chaine alimentaire.

## Aval
- Érosion des rives ou modification du lit : l'interruption du transit sédimentaire par un grand barrage peut exacerber l'érosion des rives en aval, ou induire un surcreusement du cours d'eau ou modifier la morphologie du lit mineur ou majeur en aval. Cet effet est à relativiser dans les cas où l'érosion a été exacerbée en amont par l'homme avant la construction du barrage, ou là où il devrait normalement y avoir des barrages de castors qui retenaient autrefois une grande partie des sédiments[32] (cf écopotentialité) ; Au total des centaines de milliards de mètres cubes de sédiments ont été piégés par les barrages et mares de castors sur chacun des deux continents de l'hémisphère nord[32], mais d'une manière géographiquement bien plus dispersée que derrière les grands barrages artificiels.
- Température de l'eau : l'eau d'un lac de barrage est généralement plus chaude en hiver et plus fraiche en été qu'elle ne serait sans un barrage. Comme cette eau se jette généralement ensuite dans le cours d'eau, sa température modifie celle du cours d'eau. Dans le cas d'un petit barrage (ou seuil), l'effet sur la température (inertie thermique) est dans une certaine mesure ou parfois comparable à celui d'un barrage de castor, comme il en existant des millions avant que l'Homme ne pourchasse le Castor pour sa fourrure et son castoréum. (voir l'article Barrage de castor pour en savoir plus)
- Répartition de l'eau : la quantité d'eau en aval est beaucoup plus faible. Des conflits humains peuvent apparaître entre ceux qui possèdent le barrage, et ceux qui considèrent manquer d'eau, en aval. Ce genre de conflits s'est déjà produit et peut prendre des proportions dramatiques lorsqu'il s'agit d'un barrage sur un fleuve comme le Nil, sans lequel des millions de personnes ne pourraient pas vivre.  Le barrage peut dans certains cas contribuer à réguler la variation saisonnière du niveau de l'eau, ce qui génère des avantages pour certaines espèces aquatiques ou riveraines et des inconvénients pour d'autres.

## Autres
- Le lac de barrage peut créer un environnement propice à certaines espèces vecteurs de maladies comme les moustiques.
- Un barrage peut améliorer l'irrigation des terres environnantes.
- La création d'un barrage peut nécessiter de déplacer des populations à l'exemple du barrage de Serre-Ponçon ainsi que celui de Tignes avec le barrage du Chevril.
- Les barrages sont une source de production d'énergie renouvelable.

## Fin de vie d'un barrage
- Détruire un barrage libère dans l'aval du cours d'eau les sédiments (éventuellement toxiques) qu'il a accumulés durant des décennies ou siècles.
- Selon la synthèse[33] parue en 2005 d'une série de petites études scientifiques ayant porté sur la suppression de barrage - pour des raisons encore mal comprises - détruire un barrage ne semble pas permettre de retrouver l'environnement initial (pré-barrage) ou ce processus pourrait prendre bien plus de temps qu'on ne le pensait. La renaturation et restauration du milieu et de l'écosystème (quand elle se fait) se produit en outre avec des temps de réponse variant considérablement selon les groupes d'espèces considérés (flore riveraine, poissons, macroinvertébrés, moules...)[33]; le délai est de quelques mois pour les macroinvertébrés, mais de plusieurs décennies (ou siècles ?) pour les arbres de la ripisylve[33].

Dans les études existantes, les communautés de moules d'eau douce semblent les plus affectées parmi les quelques espèces suivies ; « elles n'ont pas montré de signes de reprise au cours des périodes de suivi. Il est possible que les écosystèmes ne puissent recouvrer une partie des conditions pré-barrage que si les séquelles environnementales à long terme de la présence du barrage ne sont pas irréversibles ou si d'autres changements du bassin versant n'inhibent pas une récupération complète » jugent les auteurs. Le potentiel de restauration écologique totale ou partielle est probablement lié à la sensibilité d'organismes particuliers, aux caractéristiques et conditions de démolition du barrage, ainsi qu'aux conditions géomorphologiques locales du bassin versant. les auteurs recommandent aux scientifiques et organismes de gestion de bien évaluer le potentiel de recouvrement total ou partiel des écosystèmes avant effacement d'un barrage ; ils devraient notamment identifier les espèces ou groupes d'espèces qui sont susceptibles de ne pas récupérer les conditions de pré-barrage. « Cette information est essentielle pour décider si et comment supprimer un barrage ».

## Mesures conservatoires, compensatoires
Les études d'impacts visent à préciser les impacts environnementaux et leur ampleur, ainsi qu'à permettre au maitre d'ouvrage de produire des mesures conservatoires ou compensatoires pour rendre l'opération écologiquement et socialement plus soutenable